# Giovanni Battista Morgagni

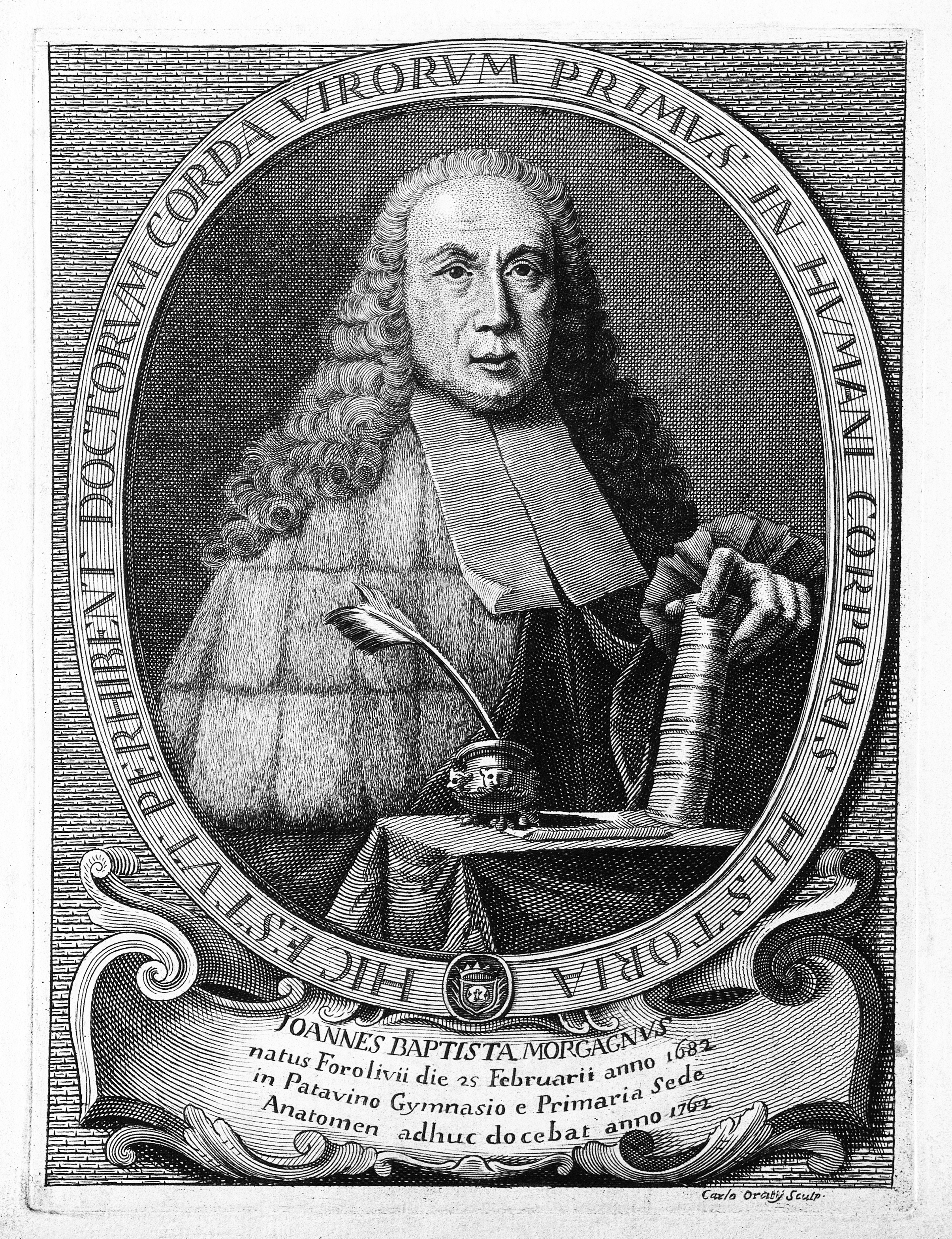
Giovanni Battista Morgagni o Giambattista Morgagni.

Giovanni Battista Morgagni (Forlì, 25 de febrero de 1682 - Padua , 1771) es considerado como el médico que dio el primer paso para cambiar el punto de vista de la anatomía patológica moderna, ya que sus ideas adquirieron una vital importancia para el estudio de las enfermedades.

## Biografía
Habiendo muerto su padre cuando aún él era muy joven, su madre tomó la total responsabilidad de criarle aportándole una educación provechosa.
Entró en la universidad de Bolonia a los dieciséis años, destacó por su gran atención, por lo que estuvieron interesados algunos profesores para que trabajara como ayudante en la cátedra de anatomía, al conseguir el doctorado en medicina y filosofía a los veintidós años comenzó a suplir esporádicamente en las clases a aquellos profesores que se interesaron por él como fueron Valsalva o Albertini. Llegó a crear un grupo de estudio llamado "Academia inquietorum" cuyo nombre propio indica que a sus alumnos no les bastaba con lo que sabían, querían experimentar y observar de una forma más directa para tener ideas claras e innovar teorías científicas.
Tuvo quince hijos, de los cuales las ocho hijas se hicieron monjas, y uno de los hijos que siguió sus pasos falleció joven.

## Obra

De sedibus, 1765

Cuando tenía veinticuatro años (1706), llegó a escribir una serie de notas llamadas "Adversarias anatómica" que llegaron a publicarse logrando el interés popular, por lo que le reclamó la universidad de Padua para que trabajara como profesor durante más de 50 años, haciéndolo con incesantes investigaciones que llegaron a afectarle la visión, por lo que tuvo que volver a Bolonia para recuperarse y continuar con su trabajo como profesor en la Universidad de Bolonia.
Publicó varios libros de los que destacamos "De sedibus et causis morborum per anatomen indagatis" que publicó en 1761 y contenía más de 700 historias clínicas con sus protocolos de autopsias; esta obra se tradujo a varios idiomas para servir de base en la anatomía patológica que le sucedió.
Giovanni Battista Morgagni realizó autopsias usando otra forma de visión y opinión más racionalista, evitando un diagnóstico primario como principal e indagando más en la patología de forma más minuciosa.  Diseñó incluso, hasta instrumentos adecuados para la práctica de las disecciones médicas, incluso hoy en día, la mesa en que se realizan las autopsias se conoce como "mesa de Morgagni".
A tanto llegó su fama y tal fue el respeto que le tuvieron, que incluso los ejércitos austríacos que invadieron Bolonia, recibieron órdenes estrictas de no hacerle ningún daño.
Determinados estudios tuvieron una gran importancia, como los que realizó sobre aneurismas y enfermedades pulmonares. Para  él la tuberculosis era una enfermedad contagiosa, negándose a efectuar autopsias a las personas que la sufrieron. Consiguió modificar las leyes sobre la tuberculosis considerándola desde entonces como enfermedad contagiosa y sobre la que hay que tomar medidas de desinfección e higiene especiales. No estuvo de acuerdo con las sangrías, que eran comunes en aquella época y se pensaba que servían como tratamiento. También se interesó por estudiar el pulso y los latidos del corazón en algunas alteraciones cardíacas, ayudando mucho en el tratamiento de estas afecciones. Para él, la única forma de tratar el cáncer de forma exitosa era extirpando la región afectada.